# 59797 Pisala
59797 Pisala este o planetă minoră (asteroid) din centura de asteroizi. A fost descoperită pe 7 august 1999 la Observatorul Kleť de Observatorul Kleť. 
Obiectul prezintă o orbită caracterizată de o semiaxă mare de 2,1340906950772 UAi, o excentricitate de 0,14634930741408, o înclinație de 5,2204433133274 ° în raport cu ecliptica.